# 姜哲民
姜 哲民（カン・チョルミン、강철민、きょう てつみん、1939年7月26日 - 2002年12月2日）は、韓国の囲碁棋士。釜山出身、韓国棋院所属、八段。最高位戦優勝2期など。

## 経歴
1958年入段。1966、67年に青少年杯優勝。1967年四段。1967、68年に覇王戦で挑戦者となるが金寅に敗れる。1968年、第1期名人戦リーグ入り。同年最高位戦で金寅に挑戦し、3-2で勝ってタイトル獲得。翌年金益寧に1-3で敗れるが、70年に3-1で奪還。1971年に金寅に敗れ、72年に再挑戦するが2-3で敗退。
1970年王位戦リーグ入り。1971年五段。1974年、国手戦挑戦者となるが、河燦錫に1-3で敗れる。1980年六段。1988年七段。1993年囲碁文化賞敢闘賞を受賞。1998年八段。

### タイトル歴
- 青少年杯 1967、68年
- 最高位戦 1968、70年

### その他の棋歴
- 覇王戦 挑戦者 1967、68年
- 最高位戦 挑戦者 1972年
- 国手戦 挑戦者 1974年